# 心空惠照
本條目為北宋曹洞宗心空惠照禪師的生平、史傳概述。

## 生平簡介
心空惠照禪師，北宋曹洞宗禪師，五祖戒禪師法嗣。俗姓、籍貫、字號等均不詳。
約宋慶曆年間任雲居山真如禪院住持，以弘法傳教為己任，道行高卓，名盛於時，真如禪院呈中興之貌。宋仁宗曾賜號｢惠照禪師」以表彰之。
圓寂於宋慶曆四年(1044)，享壽約六十歲，建塔於雲居山。

## 史傳
- 〈心空禪師〉，頁89，卷五，塔院，《雲居山新志》。

## 著作語錄
不見存

## 引用資料
1. ↑  〈心空禪師〉，頁89，卷五，塔院，《雲居山新志》。